# Levadne, Starobilsk
Levadne (în ucraineană Левадне) este un sat în comuna Kalmîkivka din raionul Starobilsk, regiunea Luhansk, Ucraina.

## Demografie
Componența lingvistică a localității Levadne
     Ucraineană (84,62%)
     Rusă (12,82%)
     Belarusă (2,56%)
Conform recensământului din 2001, majoritatea populației localității Levadne era vorbitoare de ucraineană (84,62%), existând în minoritate și vorbitori de rusă (12,82%) și belarusă (2,56%).